# Луї Арагон
Луї́ Араго́н (фр. Louis Aragon), уроджений Луї-Марі Андріє (фр. Louis-Marie Andrieux); 3 жовтня 1897, Париж — 24 грудня 1982) — французький письменник, критик, видавець і громадський діяч. У 20-х рр. ХХ ст. — один із провідних представників сюрреалізму у французькій поезії, потім комуніст. Чоловік Ельзи Тріоле, яку оспівав у численних поезіях.

## Життєпис
Народився у Парижі. Поет-сюрреаліст. У 1927 р. разом з Полем Елюаром і Андре Бретоном вступає до Французької комуністичної партії (ФКП). З 1950 член ЦК ФКП. На перших творах позначились формалістичні й сюрреалістичні впливи («Селянин Парижа», 1926). Зв'язок з робітничим рухом у Франції і успіхи соціалістичного будівництва в СРСР мали вирішальний вплив на формування комуністичного світогляду Арагона.

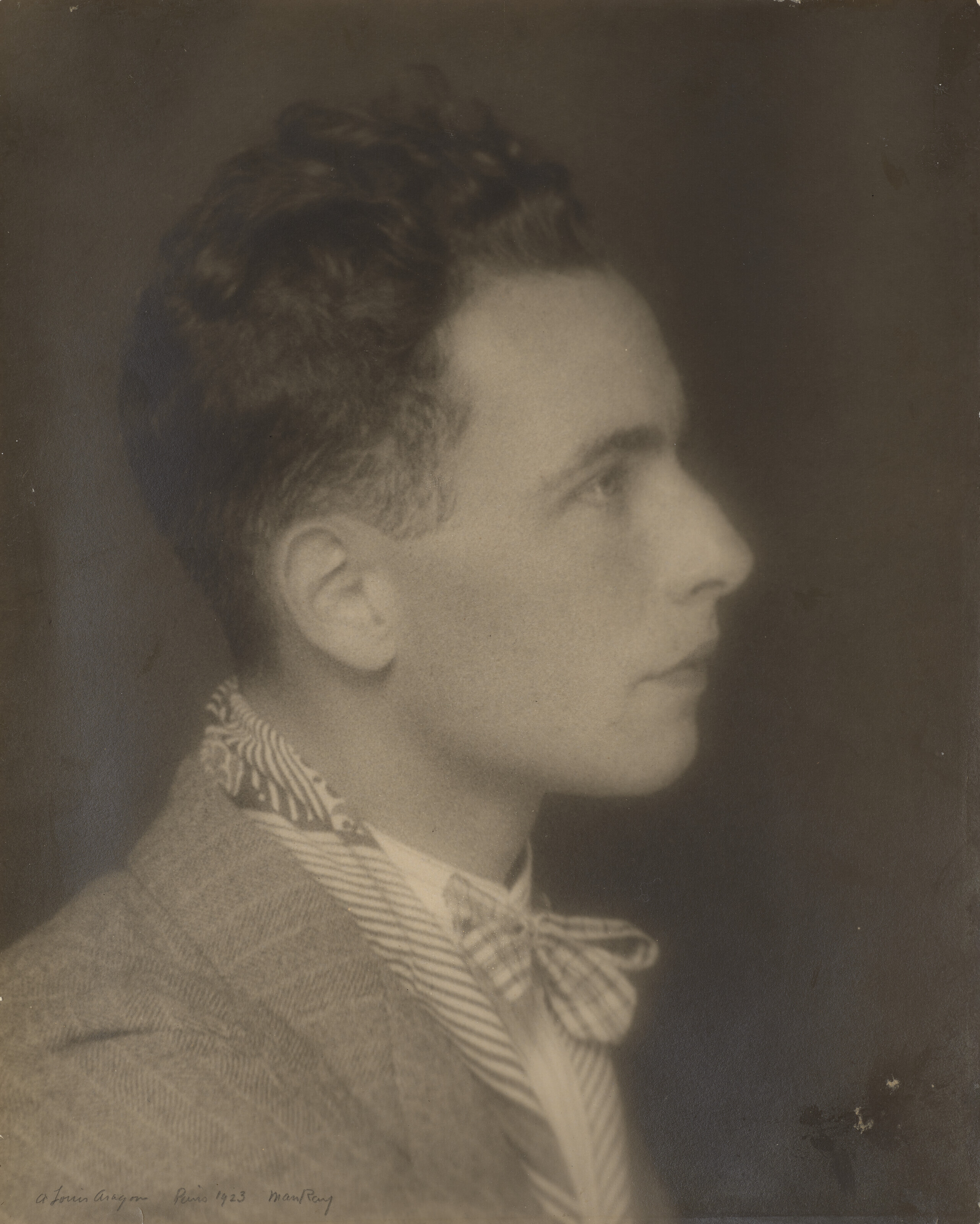
Луї Арагон близько 1930 року

В 1930 бере участь у Міжнародній конференції революційних письменників у Харкові. Після відвідання Радянського Союзу пише поему «Червоний фронт» (1930), збірку поезій «Ура, Урал!» (1934). Стає активним прихильником комуністичних ідей, починає боротьбу за створення мистецтва і літератури соціалістичного реалізму («Комуністи мають рацію», 1933; «За соціалістичний реалізм», 1934). Створює великий цикл соціальних романів — «Реальний світ» («Базельські дзвони», 1934; «Багаті квартали», 1936, «Орельєн», 1944 та ін.). Був редактором «Юманіте». В роки другої світової війни — учасник Руху Опору (зб. «Ніж у серце», 1941; «Французька зоря», 1945; оповідання «Рабство і велич французів», 1945). З великою любов'ю пише про робітничий клас, викриває ворогів трудящих, показує розклад бурж. суспільства (нариси «Комуністична людина», 1946—53; збірка віршів «Знову ніж у серце», 1948; поеми «Очі і пам'ять», 1954, «Незакінчений роман», 1956; роман-епопея «Комуністи», 1949—51, нова редакція — 1967). Своєрідність реалістичних романів Л.Арагона полягає у віртуозному використання ним прийомів сюрреалістичного письма («потік свідомости», розкутий синтаксис, спонтанна внутрішня мова, невласне-прояма мова).
Поряд з цим значне місце в його творчості посідають ліричні твори, вірші, в яких оспівано Французький Рух опору у 1940—1944 рр.. Широку популярність принесли Л.Арагону пісні на його вірші, написані й виконувані співаком Жаном Ферра (Jean Ferrat).
Літературно-критичні й теоретичні праці Арагона;— «На захист французького роману», «Справжня воля культури», про Гюго, Стендаля та ін.
Творчості радянських письменників присвячена книга «Радянські літератури» (1955).
Арагон багато зробив для популяризації української літератури у Франції: Т. Шевченкові він присвятив нарис «Українське інтермецо», високу оцінку дав «Вершникам» Ю. Яновського, з яким був особисто знайомий ще з 30-х рр. 1958 вийшов роман «Страсний тиждень».
Арагон — член Всесвітньої Ради Миру, один з керівників Національного Комітету письменників Франції, директор тижневика «Леттр Франсез».
Після ХХ з'їзду КПРС почав критично ставитися до радянської дійсності. Засуджував переслідування дисидентів у СРСР. Після радянської окупації Чехословаччини поступово дистанціювався від ФКП і від зв'язків з СРСР.

### Звільнення Параджанова
Відіграв важливу роль у справі звільнення з ув'язнення Сергія Параджанова. Лілія Брік була сестрою його дружини Ельзи Тріоле. Луї Арагон під час візиту до Москви в урядовій ложі Большого театра звернувся особисто до Брежнєва з проханням звільнити ув'язненого Сергія Параджанова.

## Особисте життя

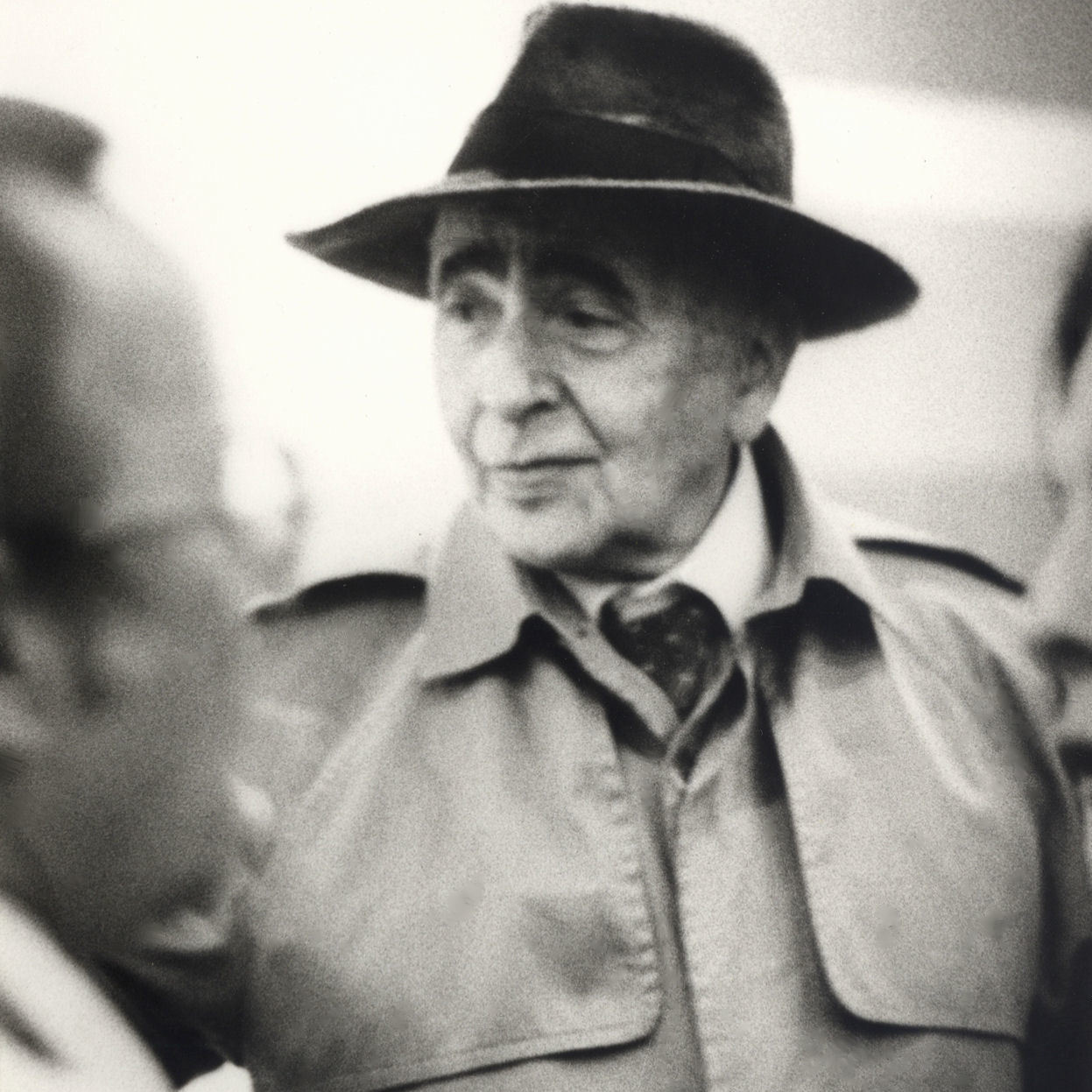
Луї Арагон у 1981 році

З 1939 року до 1970 року Луї Арагон перебував у шлюбі з Ельзи Тріоле. Дітей у нього не було.
У 1930-х роках письменник П'єр Дріє ла Рошель згадував про гомосексуальність Арагона, зокрема у романі «Жіль».
Після смерті дружини у 1970 році Луї Арагон відкрито заявив про свою бісексуальність і навіть з'являвся на гей-прайдах у рожевому кабріолеті. Також Арагон почав жити публічно як гомосексуальний чоловік разом із своїм коханцем, письменником та дослідником гомосексуальності, Мішелем Ларів'єром (нар. 1934). Його помічали у громадських місцях із молодими чоловіками, яких він тримав за руку. Проте до кінця не відомо чи був Арагон геєм чи бісексуалом.
Таким чином надбанням громадськості стала інша сторона життя родини Арагона та Тріоле, що підірвало міфологію навколо пари, яку комуністична пропаганда просувала як суперницю Жан-Поля Сартра та Сімони де Бовуар.

## Відзнаки і нагороди
- Міжнародна Ленінська премія «За зміцнення миру між народами», 1957.

### Твори
- Український переклад — Червоний фронт. — X., 1932; Поезії. — К., 1950;
- Українське інтермецо. «Вітчизна», 1958, № 1;
- Луї Арагон. Поезії. Пер. Бориса Тена. — Всесвіт, 1978, № 12, сс. 5-8.
- Російський переклад — Собрание сочинений. В 11 т., т. 1—7… — М., 1957—59.